# 龙溪镇 (阳新县)
龙港镇是中国湖北省黄石市阳新县下辖的一个镇。

## 行政区划
龙港镇下辖飞跃居委会、阳辛居委会、石角村、阮家畈村、汪家垅村、车桥村、大桥铺村、田铺村、星潭村、渡口村、孔志村、梧塘村、马岭村、钟山村、河东村、龙港村、上泉村、坜上村、林上村、官庄村、朝阳村、门楼村、石丘村、大力村、大桥村、南山村、月台村、茶辽村、白岭村、黄桥村、高黄村、石下村、辛田村、郭家垅村、殊溪村、界首村、荻湖村、金坪村、飞跃村、阳辛村。